# Octopus huttoni
Octopus huttoni is een inktvissensoort uit de familie van de Octopodidae. De wetenschappelijke naam van de soort werd voor het eerst geldig gepubliceerd in 1943 door Benham als Robsonella huttoni.